# Bajóti Ördög-lyuk
A Bajóti Ördög-lyuk a Duna–Ipoly Nemzeti Parkban lévő Gerecsei Tájvédelmi Körzetben, Bajót külterületén található egyik barlang.

## Leírás
A Gerecse hegységben, Bajót külterületén lévő Öreg-kő meredek, sziklafalakkal tagolt K-i oldalában, erdőben, az Öreg-kői 2. sz. zsomboly bejáratától 7 m-re, annak bejáratától kissé lejjebb van a Bajóti Ördög-lyuk bejárata. A Bajót központjából a Jankovich-barlanghoz vezető jelzett turistaút mellett helyezkedik el. Szabadon látogatható.
Előfordul irodalmában s.Ördög-lyuk (Polacsek, Ba 2016) néven is.

## Kutatástörténet
Polacsek Zsolt és Ba Julianna 2016. évi jelentése szerint az Öreg-kő egyik érdekes barlangcsoportja (Öreg-kői 2. sz. zsomboly, s.Ördög-lyuk, Bajóti Lepkés-barlang és Húsvét-barlang) az Öreg-kői 2. sz. zsomboly környezetében helyezkedik el. Ezen a helyen az egykor kialakult üregek sokkal érintetlenebb, autentikusabb állapotban tanulmányozhatók. Ezek a barlangok termálkarsztos folyamatok során jöhettek létre, de mivel csak kissé ismertek, nincs sok nyoma létezésüknek a szakirodalomban sem.
Mindegyik üregnek a sziklafalban vagy annak tövében van a bejárata. Sokkal kisebb mértékben vannak jelen bennük az emberi beavatkozás nyomai, mint az Öreg-kő másik barlangcsoportját alkotó Jankovich-barlangban, Baits-barlangban, Szalay-barlangban és esetleg az Öreg-kői 1. sz. zsombolyban. A s.Ördög-lyuk kialakulása a Duna régi kavicsteraszán, mint erózióbázison fakadó langyos vizű forrás tevékenységhez kapcsolható.
A kéziratban szó van arról is, hogy a s.Ördög-lyuk nincs a közhiteles barlangnyilvántartásban, de Polacsek Zsolték és a helyiek számára is ismert volt már régóta. Polacsek Zsoltnak Juhász Márton mutatta meg a helyiek által Ördög-lyuknak nevezett barlangot, amely nyilvánvalóan összefügg az Öreg-kői 2. sz. zsombollyal. A két barlang bejárata csak 7 m-re van egymástól. Mivel mindkét bejáratnál légmozgás tapasztalható, alapos volt a gyanú, hogy itt egy azonos üregrendszerben keletkezett körhuzat jött létre. Polacsek Zsolték eltúrták a bejárat elől az avart, és nyilvánvalóvá vált, hogy egy addig ismeretlen járatot fedeztek fel, amely később kis tágítással elérte az 50 m hosszúságot nagy meglepetésükre.
Az elkészült térképek alapján az Öreg-kői 2. sz. zsomboly és a Bajóti Ördög-lyuk 6 m-re közelítik meg egymást, de jelenleg nem lehetséges az összekapcsolásuk. Mivel annak eldöntése, hogy az új üreg az Öreg-kői 2. sz. zsomboly része, vagy sem, nem Polacsek Zsolt feladata, ezért itt abbahagyták a kutatómunkát. Abban az esetben, ha az üreg a nyilvántartásba önálló üregként kerül, akkor később kutatási engedélykérelmet fog benyújtani Polacsek Zsolt a feltáró munka folytatására.
A jelentéshez mellékelve lett 3 színes fénykép, amelyek bemutatják a barlangot. Az első fényképen a barlang bejárata figyelhető meg. A második fényképen a barlangban lévő terem látható. A harmadik fényképen a barlangban található kis akna van megörökítve. A kéziratba bekerült az Öreg-kői 2. sz. zsomboly és a Bajóti Ördög-lyuk alaprajz térképe, amelyek egy közös térképlapra vannak szerkesztve. A Polacsek Zsolt és Ba Julianna által szerkesztett 1:200 méretarányú térképlap 2017 januárjában készült. A térképlap elkészítéséhez Polacsek Zsolt és Ba Julianna mérték fel a két barlangot és környéküket.
Polacsek Zsolt és Ba Julianna 2017. évi jelentésében az olvasható, hogy az Öreg-kői 2. sz. zsomboly alatt közvetlenül nyíló barlangindikáció megbontásával, jelentős földmunkával tárult fel a helyiek által elveszettnek mondott, de korábban nyitott Bajóti Ördög-lyuk. A homokos, agyagos kitöltésű kb. 40 m hosszú barlangban rendkívül szép oldott falfelületek és denevérek által megjelölt sziklák figyelhetők meg. A barlang végpontja egy nagyon felfelé tartó járatban van. A 2016. évi jelentésben le van írva a barlang. Kutatásakor rendszeresen összetűzésbe kerültek egy erdei siklóval, amely valószínűleg a barlangban élő denevérek körében sem népszerű. A kéziratban látható egy színes fénykép, amelyen a barlang egyik része van bemutatva.